# 美麗的島嶼
《美麗的島嶼》（La Isla Bonita）是美國女歌手瑪丹娜在1987年2月發行的歌曲，為她第三張錄音室專輯《忠實者》（True Blue）所推出的第五支單曲，它在美國告示牌單曲榜獲得第4名，英國單曲榜獲得冠軍。

## 資料

### 歌曲簡介
〈La Isla Bonita〉是西班牙語，Bonita是美麗的意思，La Isla則是島嶼的意思，因此可中譯為〈美麗的島嶼〉，雖然這首歌的歌名是西班牙語，但卻是一首不折不扣的英文歌曲。〈美麗的島嶼〉原先是作者Patick Leonard和Bruce Gaitsch寫給流行樂天王麥可·傑克森的歌曲，但沒有被他採用，後來Patrick Leonard與瑪丹娜製作她的第三張專輯《忠實者》時，瑪丹娜才將這首歌曲收錄其中。
〈美麗的島嶼〉充滿濃厚的拉丁風味，歌曲以電子合成器和鼓樂器，搭配佛朗明哥吉他以及倫巴舞曲常見的響葫蘆配製而成。瑪丹娜在〈美麗的島嶼〉的音樂影片中挽起頭髮，身穿火紅的荷葉裙舞衣跳舞的畫面，宛如使人置身於熱帶島嶼中，這也成為瑪丹娜第一首充滿拉丁風情的音樂作品。

### 商業成績
〈美麗的島嶼〉是瑪丹娜專輯《忠實者》中第五首也是最後一首推出的單曲，它發行於1987年2月25日。這支單曲於4月4日先在英國得到2週冠軍，成為瑪丹娜第4首英國冠軍單曲。〈美麗的島嶼〉在1987年3月21日進入告示牌單曲榜，首週成績為第49名，上一首單曲〈敞開心房〉當週位於第67名，〈美麗的島嶼〉在1987年5月2日來到它最高的名次第4名，在第4名停留三週後名次開始下降，它在榜內一共停留了17週，1987年終百大單曲排名裡〈美麗的島嶼〉名列第58名。

### 單曲收錄
〈美麗的島嶼〉除收錄於瑪丹娜1986年第三張專輯《忠實者》（True Blue）中，日後亦收錄在瑪丹娜1990年《瑪丹娜精選輯》（The Immaculate Collection）以及2009年《娜經典》（Celebration）精選輯中。